# Севастополь (Вісконсин)
Севастополь (англ. Sevastopol) — місто (англ. town) в США, в окрузі Дор штату Вісконсин. Населення — 2826 осіб (2020).

## Демографія
Згідно з переписом 2010 року, у місті мешкало 2628 осіб у 1138 домогосподарствах у складі 849 родин. Було 1859 помешкань
Расовий склад населення:
| - 96,9 % — білих - 0,7 % — азіатів - 0,4 % — корінних американців - 0,3 % — чорних або афроамериканців - 1,0 % — осіб інших рас |

До двох чи більше рас належало 0,7 %. Частка іспаномовних становила 1,5 % від усіх жителів.
За віковим діапазоном населення розподілялося таким чином: 17,0 % — особи молодші 18 років, 59,9 % — особи у віці 18—64 років, 23,1 % — особи у віці 65 років та старші. Медіана віку мешканця становила 51,9 року. На 100 осіб жіночої статі у місті припадало 98,5 чоловіків;  на 100 жінок у віці від 18 років та старших — 97,5 чоловіків також старших 18 років.
Середній дохід на одне домашнє господарство  становив 91 162 долари США (медіана — 64 242), а середній дохід на одну сім'ю — 106 460 доларів (медіана — 80 370). Медіана доходів становила 51 000 доларів для чоловіків та 35 417 доларів для жінок. За межею бідності перебувало 6,2 % осіб, у тому числі 3,2 % дітей у віці до 18 років та 7,5 % осіб у віці 65 років та старших.
Цивільне працевлаштоване населення становило 1346 осіб. Основні галузі зайнятості: освіта, охорона здоров'я та соціальна допомога — 25,7 %, виробництво — 14,8 %, роздрібна торгівля — 14,1 %.